# Табусінтак 9
Табусінтак 9 (англ. Tabusintac 9) — індіанська резервація в Канаді, у провінції Нью-Брансвік, у межах графства Нортамберленд.

## Населення
За даними перепису 2016 року, індіанська резервація нараховувала 10 осіб. Середня густина населення становила 0,5 осіб/км².

## Клімат
Середня річна температура становить 4,4°C, середня максимальна – 22,4°C, а середня мінімальна – -16,7°C. Середня річна кількість опадів – 1 117 мм.
| Клімат поселення                              | Клімат поселення | Клімат поселення | Клімат поселення | Клімат поселення | Клімат поселення | Клімат поселення | Клімат поселення | Клімат поселення | Клімат поселення | Клімат поселення | Клімат поселення | Клімат поселення | Клімат поселення |
| Показник                                      | Січ.             | Лют.             | Бер.             | Квіт.            | Трав.            | Черв.            | Лип.             | Серп.            | Вер.             | Жовт.            | Лист.            | Груд.            |                  |
| Середній максимум, °C                         | −4,15            | −2,89            | 2,22             | 8,32             | 15,47            | 20,95            | 22,35            | 21,78            | 16,70            | 10,88            | 4,88             | −2,7             |                  |
| Середня температура, °C                       | −10,4            | −9,16            | −4,04            | 2,07             | 9,22             | 14,70            | 18,42            | 17,84            | 12,78            | 6,94             | 0,94             | −6,63            |                  |
| Середній мінімум, °C                          | −16,65           | −15,42           | −10,3            | −4,19            | 2,96             | 8,43             | 14,49            | 13,90            | 8,85             | 3,00             | −2,99            | −10,57           |                  |
| Норма опадів, мм                              | 101              | 75               | 93               | 84               | 93               | 83               | 97               | 92               | 80               | 100              | 104              | 115              |                  |
| Середньомісячна швидкість вітру, м/с          | 4.77             | 4.61             | 4.63             | 4.43             | 4.12             | 3.72             | 3.37             | 3.40             | 3.73             | 4.23             | 4.47             | 4.77             |                  |
| Середньомісячна сонячна радіація, кДж/м²·день | 5101             | 8553             | 12441            | 15463            | 18174            | 20208            | 19756            | 17298            | 12766            | 7941             | 4659             | 3822             |                  |
| --------------------------------------------- | ---------------- | ---------------- | ---------------- | ---------------- | ---------------- | ---------------- | ---------------- | ---------------- | ---------------- | ---------------- | ---------------- | ---------------- | ---------------- |
| Джерело:                                      |                  |                  |                  |                  |                  |                  |                  |                  |                  |                  |                  |                  |                  |